# Acrida testacea
Acrida testacea är en insektsart som först beskrevs av Carl Peter Thunberg 1815.  Acrida testacea ingår i släktet Acrida och familjen gräshoppor. Inga underarter finns listade i Catalogue of Life.